# SNOW TIME
『SNOW TIME』（スノータイム）は、日本のミュージシャン、大滝詠一のコンピレーション・アルバム。

## 内容
冬モノの楽曲を集めたオムニバス・アルバムであり、世界最初のプロモーションオンリーCDと言われる。1985年12月に配布された。
『B-EACH TIME L-ONG』の対になる作品として発表。しかし、ベスト・アルバムを連続して2枚発売する事態を避けるため、当時はお蔵入りとなり、プロモ盤としてのみのリリースに終わった。本来であればプロモ盤は一定の貸し出し期間終了後は要返却扱いだが、どこかから中古市場に流出し、高値で取引される事態となった。このことから早急に一般発売が望まれていたが、大滝自身が歌手およびプロデュース活動を休止したこともあり、長年放置された。しかし、1995年にプロデュース業を再開し、「うれしい予感」という冬物の楽曲がそろったこともあり、1996年3月21日にCD選書シリーズの一枚としてリリースされた。
2015年リリースの12枚組ボックス・セット『NIAGARA CD BOOK II』
にて、オリジナルの曲目で初CD化された。

## 収録曲

### SIDE ONE (VOCAL)
大滝詠一
1. フィヨルドの少女  –  (3:59)
2. さらばシベリア鉄道  –  (4:11)
3. レイクサイド ストーリー  –  (5:11)
『EACH TIME』収録曲。ここで収録されているものはいわゆる大エンディングバージョンではなく、エンディングがフェイドアウトする。
4. スピーチ・バルーン  –  (3:55)
5. 木の葉のスケッチ  –  (4:27)
『EACH TIME』収録曲。プロモ盤と市販盤では収録音源が異なり、市販盤に収録されたものは、イントロにアコーディオンを加えエンディングがついた未発表バージョンとなっている。
6. 夏のリビエラ  –  (4:31)
森進一に提供した「冬のリヴィエラ」の英語詞によるセルフ・カバー。2013年12月3日リリースのオールタイム・ベスト『Best Always』に収録されるまで本盤にのみ収録されていたため、プレミア化の一因となった。

### SIDE TWO (INSTRUMENTAL)
FIORD 7 / NIAGARA FALL OF SOUND ORCHESTRAL
1. FIORD  –  (4:00)
2. SIBERIA  –  (3:38)
『Sing A LONG VACATION』[注釈 3]に未収録だった「さらばシベリア鉄道」のインスト版（鈴木茂のソロによるギター版）。少し長いバージョンが「FIOLD 7」名義でシングルリリースされていた（カップリングは大浜和史のソロによるオルガン版）。このシングル盤はCBS・ソニーレーベルの洋楽扱いでリリースされ、当初はジャケット裏に「FIOLD 7」を「フィンランドのヘルシンキから約500m北のヒリンサルを活動拠点とするローカルバンド」と設定し、鈴木に「地元のスーパーでアルバイト中に大滝の『さらばシベリア鉄道』を聴き、その哀愁味をおびた北欧調のメロディーが気に入り、さっそく自分達のレパートリーに取り上げた」バンドリーダーの「ウーシコウプンキ・シーゲル」、大浜に「少年時代に聖歌隊で活躍した」ネイティブ・アメリカン系北欧人オルガン奏者の「ハマオ・ズーシカ」という変名とプロフィールを設定した「亀妻義郎」名義の執筆者（おそらく大滝の変名）によるフィクションの解説を掲載予定だったが、CBS・ソニー側から「嘘を載せるのは良くない」と指摘され、掲載を見送った結果、ジャケット裏は発売元の記載のみとなっている。2番部分がエディットされており、フル・ヴァージョンではない（『NIAGARA CD BOOK II』[注釈 2]にも同じヴァージョンを収録）。フル・ギター・ヴァージョンはオルガン・ヴァージョン共々、いずれも未発表のモノラル音源と併せて、2021年リリースのボックス・セット『A LONG VACATION VOX』[注釈 4]収録の“Blu-ray Audio”に『Sing A LONG VACATION + Fiord 7』（ハイレゾリマスタリング音源）として収録された（オルガン・ヴァージョンは『NIAGARA CD BOOK II』[注釈 2]に収録）。
3. RIAS  –  (3:59)
4. AURORA  –  (3:02)
5. TUNDRA  –  (3:03)
6. LAKE SIDE STORY  –  (4:52)
ギター・ソロによるインスト曲が足りなかったため、『NIAGARA SONG BOOK 2』用のストリングス・アレンジによるこの曲で穴埋めされた。これを大瀧は「アルバムとしてのバランスが悪いものになった」と市販盤で解説している。

## クレジット
| Music by Eiichi Ohtaki                                                |
| Lyrics by Takashi Matsumoto                                           |
|                                                                       |
| Mixed by Tamotsu Yoshida                                              |
| Illustration : Hiroshi Nagai Design : Eye-Some Design (G.M. + Mr.Ice) |
| Produced by Eiichi Ohtaki                                             |

## CD選書シリーズ

### 解説
プロモ・オンリーだったアルバムのレギュラー化。「レイクサイド ストーリー」が「YOKAN」に、「木の葉のスケッチ」が未発表ヴァージョンに差し替えられた。なお、初回盤では手違いからレーベル面がナイアガラ第1期（エレックレコード〜日本コロムビア時代）の赤レーベルで出回っていたがセカンド・プレス以降、本来意図していたホワイトレーベルに変更された。

### 収録曲
(VOCAL)
All Songs Written by 松本隆 & 大瀧詠一
1. フィヨルドの少女  –  (3:58)
2. さらばシベリア鉄道  –  (4:14)
3. レイクサイド ストーリー  –  (5:10)
4. スピーチ・バルーン  –  (3:55)
5. 木の葉のスケッチ  –  (4:26)
6. 夏のリビエラ SUMMER NIGHT IN RIVIERA  –  (4:29)
English Lyrics by MARTHA LAVENDER

(INSTRUMENTAL)
All Songs Written by E.OHTAKI
1. FIORD / 哀愁のフィヨルドの少女  –  (3:59)
Guitar : MATTI LUHTALA
2. SIBERIA / 哀愁のさらばシベリア鉄道  –  (3:37)
Guitar : 鈴木茂
3. RIAS / リアスの少年  –  (3:59)
Guitar : 村松邦男
Steel : 駒沢裕城
4. AURORA / オーロラに消えた恋  –  (3:02)
Steel : 駒沢裕城
5. TUNDRA / 雪のツンドラ  –  (3:03)
Guitar : 村松邦男
6. YOKAN / うれしい予感  –  (4:21)
Guitar : 鈴木茂
Steel : 駒沢裕城

### クレジット
- Mixed by Tamotsu Yoshida
- Illustration : Hiroshi Nagai
- Design : Eye-Some Design (G.M. + Mr.Ice)
- Produced by Eiichi Ohtaki

## リリース履歴
| # | 発売日        | リリース               | 規格 | 品番                        | 備考 |
| - | ------------- | ---------------------- | ---- | --------------------------- | --- |
| 1 | 1985年12月    | ナイアガラ ⁄ CBSソニー | CD   | XDDH 93001 (NGSP-CD-1-OT)   | 冬向きの曲と、未発表インストゥルメンタル・ナンバーを集めた、プロモーション用アルバム。プロモ・オンリーCDとしては世界初。ライト・ケース仕様。 |
| 2 | 1985年12月    | ナイアガラ ⁄ CBSソニー | LP   | XDAH 93047 (NGSP-LP-1,2-OT) | 歌詞カード付。白レーベル。 |
| 3 | 1985年12月    | ナイアガラ ⁄ CBSソニー | CT   | XDDH 93090 (NGSP-CA-1,2-OT) | CD、LPと同内容のカセット。歌詞カード付。白レーベル。 |
| 4 | 1996年3月21日 | ナイアガラ ⁄ ソニー    | CD   | SRCL 3503 (NGCD-20-TB)      | プロモ・オンリーだったアルバムのレギュラー化。「レイクサイド ストーリー」が「YOKAN」に、「木の葉のスケッチ」が未発表ヴァージョンに差し替えられた。手違いで初回プレスが赤レーベルで出回る。大滝詠一による書き下ろしライナーノート収載。                                                                           |
| 5 | 2015年3月21日 | ナイアガラ ⁄ ソニー    | CD   | SRCL 8708                   | 『NIAGARA CD BOOK II』(12CD:SRCL 8700~11)の中の一枚、新規リマスター音源。白レーベル。オリジナルのプロモ盤に忠実な内容となっているが、「木の葉のスケッチ」は市販盤収録のバージョンに差し替えられ、「うれしい予感」はレア・トラック集『Niagara Rarities Special (NIAGARA RARE MASTER SERIES Vol.6)』に収録された。 |